# کانی ویلیس
کانستنس الین تریمر ویلیس، (به انگلیسی: Connie Willis) نویسندهٔ آمریکایی سبک علمی-تخیلی است. ویلیس تا کنون ده جایزهٔ هوگو و هفت جایزهٔ نبیولا را، در کنار بسیاری جوایز ادبی دیگر، در کارنامهٔ خود دارد. او به تازگی جایزهٔ هوگو را، به خاطر کتاب همه روی زمین نشسته‌اند (آگوست ۲۰۰۸) گرفت. ویلیس که دانش‌آموختهٔ دانشگاه کلورادوی شمالی است، به همراه همسرش، یک استاد فیزیک از همان دانشگاه، در گریلی کلورادو زندگی می‌کند. در سال ۲۰۰۹، نام ویلیس در فهرست موزهٔ علمی تخیلی و تالار مشاهیر علمی تخیلی آن سال قرار گرفت.
ویلیس به نثر روان و شخصیت‌های دوست‌داشتنی در داستان‌هایش معروف است. چندین کتاب او، داستان سفر دانشجویان و اساتید تاریخ دانشگاه آکسفوردِ آینده در زمانند. از جملهٔ این کتاب‌ها، می‌توان به «کتاب رستاخیز»، «هیچ‌نگفتن از سگ»، داستان کوتاه «کمین آتش و رمان دو جلدی «تاریکی محض» و «کاملاً روشن» اشاره کرد؛ دو اثر نخست برندهٔ جایزهٔ هوگو شده‌اند.

### رمان‌ها
- ساحرهٔ آب (۱۹۸۲) (با سینتیا فلیس)
- رویاهای لینکلن (۱۹۸۷) - برندهٔ جایزهٔ یادوارهٔ جان دابلیو. کمپبل، نامزد جایزهٔ لوکوس ۱۹۸۸
- یورش نوری (۱۹۸۹) (با سینتیا فلیس)
- کتاب رستاخیز (۱۹۹۲) - برندهٔ جایزهٔ نبیولا، نامزد جایزهٔ بی‌اس‌اف‌ای، ۱۹۹۲؛ برندهٔ جوایز هوگو و لوکوس ع-ت، نامزد جایزهٔ کلارک، ۱۹۹۳
- بازآفرینش (۱۹۹۴) - نامزد جایزهٔ هوگو، ۱۹۹۶
- قلمرو کشف‌نشده (۱۹۹۴)
- پیش‌آهنگ گله (۱۹۹۶) - نامزد جایزهٔ نبیولا× ۱۹۹۷
- سرزمین موعود (۱۹۹۷) (با سینتیا فلیس)
- هیچ نگفتن از سگ (۱۹۹۸) - برندهٔ جوایز هوگو و لوکوس ع-ت، ۱۹۹۹؛ نامزد جایزهٔ نبیولا، ۱۹۹۸
- گذر (۲۰۰۱) - برندهٔ جایزهٔ لوکوس ع-ت، نامزد جوایز هوگو و کلارک، ۲۰۰۲؛ نامزد جایزهٔ نبیولا، ۲۰۰۱
- دزدی درون سازمان (۲۰۰۵)
- د. الف. (۲۰۰۷)
- همه روی زمین نشسته‌اند (۲۰۰۷)
- تاریکی محض (۲۰۱۰)
- کاملاً روشن (۲۰۱۰)

### مجموعه داستان‌های کوتاه
- کمین آتش - یک داستان کوتاهش با همین عنوان جوایز هوگو و نبیولای ۱۹۸۲ رو از آن خود کرد.
- چیزهای محال
- آینده‌هایی ناکامل (شامل قلمرو کشف‌نشده، بازآفرینش و پیش‌آهنگ گله)
- حتی ملکه و داستان‌های کوتاه دیگر
- معجزه و دیگر داستان‌های کریسمس
- طاق مرمرین و داستان‌های دیگر: خلاصه آثار کانی ویلیس